# Waguinho (político)
Wagner dos Santos Carneiro, mais conhecido como Waguinho  (Belford Roxo, 29 de outubro de 1971) é um político brasileiro, filiado ao Republicanos. Formado em direito pela UniverCidade, foi deputado estadual e prefeito de Belford Roxo por dois mandatos.

## Biografia e vida pessoal
Filho de Ângela dos Santos Carneiro e Hamilton Francisco Carneiro, Waguinho estudou o primário na Escola Municipal Heliópolis e o ginásio no Colégio Estadual Gustavo Barroso. Cursou o ensino médio integrado no Colégio Estadual Presidente Kennedy com o curso técnico em contabilidade. Aos 16 anos pediu ao pai que reformasse as máquinas do Colégio Estadual Presidente Kennedy sem cobrar pelo serviço, uma vez que sendo aluno ele seria beneficiado pela melhoria.
Publicou um livro de autopromoção, De faxineiro a presidente, minha luta por Belford Roxo, contando sua história de ascensão política a partir da pobreza. Numa feira de promoção cultural da Baixada Fluminense, no qual o livro estava em destaque no balcão de Belford Roxo, um jornalista ressaltou que "da cultura da cidade não há uma só linha no livro".
Casou-se com Daniela Carneiro, sua primeira e única namorada, em 1999,[carece de fontes?] com quem teve dois filhos — Nathan e Calebe.

## Carreira política

### Início
Começou a trabalhar na Câmara dos Vereadores de Belford Roxo como faxineiro. Foi aprovado em concurso e designado como assessor para a presidência da Câmara. Em 2008, foi eleito vereador pelo Partido Renovador Trabalhista Brasileiro com um total de 5 413 votos, sendo o mais votado da história da cidade até então. Logo no começo do seu mandato, foi eleito Presidente da Câmara Municipal. 
Candidatou-se a deputado estadual em 2010, se elegendo com 34 820 votos. Foi reeleito em 2014 com 53.835 votos pelo PMDB. Foi quando se tornou presidente da Comissão Permanente de Minas e Energia na Assembleia Legislativa do Estado do Rio de Janeiro e se tornou vice-líder do PMDB.

### Candidaturas à prefeitura de Belford Roxo
Se candidatou à prefeitura de Belford Roxo pela primeira vez em 2012, quando chegou ao segundo turno, mas foi derrotado por Dennis Dauttmam (PCdoB).
Na eleição de 2016, concorreu pela segunda vez e conseguiu se eleger. O prefeito Dennis decidiu não se candidatar novamente. No primeiro turno, obteve 49,46% dos votos válidos (102 777 votos) e se consagrou prefeito no segundo turno com 56,99% (117 352 votos). Waguinho chegou a ter a vitória proclamada ainda em primeiro turno, mas, em 10 de outubro de 2016, o TRE-RJ determinou a realização do segundo turno após deferir através de recurso a candidatura de seu oponente, o também deputado estadual Doutor Deodalto (DEM).

### Prefeito de Belford Roxo (2017–2024)

#### 2017
Ao assumir a prefeitura, Waguinho exonerou mais de dois mil funcionários, numa tentativa de conter gastos. A imprensa destacou, no entanto, que tanto sua esposa quanto os funcionários da sua pasta foram mantidos. O prefeito decidiu parcelar os salários atrasados dos funcionários públicos, para conseguir garantir seu pagamento.
Em novembro de 2017, o Ministério Público do Rio de Janeiro fez uma reclamação contra Waguinho por nepotismo: a primeira-dama, Daniela Carneiro, foi nomeada para a Secretaria de Assistência e Cidadania, enquanto a irmã do prefeito, Fabiane dos Santos Carneiro, foi nomeada para a Secretaria de Proteção aos Animais.

#### 2018
Em março de 2018, Waguinho e seu vice, Márcio Canella, tiveram os diplomas eleitorais cassados por caixa dois. Durante as eleições de 2018, Waguinho recebeu voz de prisão pelo crime de boca de urna; o prefeito fugiu do local e não foi preso, já que não foi expedido nenhum mandado de prisão.

#### 2020
Waguinho aliou-se com o Partido dos Trabalhadores durante as eleições de 2020. Várias tendências menores do PT foram contrárias à aliança, preocupadas especialmente com possível eleição de Benedita da Silva à prefeitura do Rio. A decisão de aliança com Waguinho foi afinal aprovada no PT em agosto, por 29 votos a 25 (com onze abstenções). Washington Quaquá, o principal apoiador da aliança, respondeu críticas internas dizendo que: "A política brasileira é absolutamente contraditória. A base da sociedade é pura contradição. […] Essa turma [do PT] que é contra adora teorizar a Baixada tomando chope em Ipanema".
Na eleição municipal de 2020, Waguinho se tornou o primeiro prefeito reeleito da história de Belford Roxo, ao obter 80,40% dos votos válidos (162 720 votos), sendo o mais votado da região metropolitana do Rio de Janeiro.

#### 2023
Em 29 de outubro de 2023, Clayton Damaceno, um aliado de Waguinho e pré-candidato a vereador, foi assassinado em Queimados. Segundo o Metrópoles, Waguinho teria avisado o governo Lula que temia por sua vida e pedido por proteção.
Em dezembro, Waguinho invadiu uma sessão da Câmara de Vereadores na qual seriam vereadores da oposição seriam eleitos para a Mesa Diretora. Durante a confusão, Waguinho deu um tapa em um homem.
O Supremo Tribunal Federal, por meio de uma liminar do ministro André Mendonça, suspendeu a sessão e determinou nova eleição. Em nota de sua assessoria ao G1, o prefeito diz ter ido à Câmara para "para fazer um balanço de como foi o exercício de 2023 e mostrar os avanços ocorridos no município", quando surpreendido com as agressões e injúrias: "Sem alternativa, o prefeito reagiu à injusta agressão enquanto objetos eram arremessados em sua direção. Waguinho sustenta que não agrediu nenhuma pessoa no recinto."

#### 2024

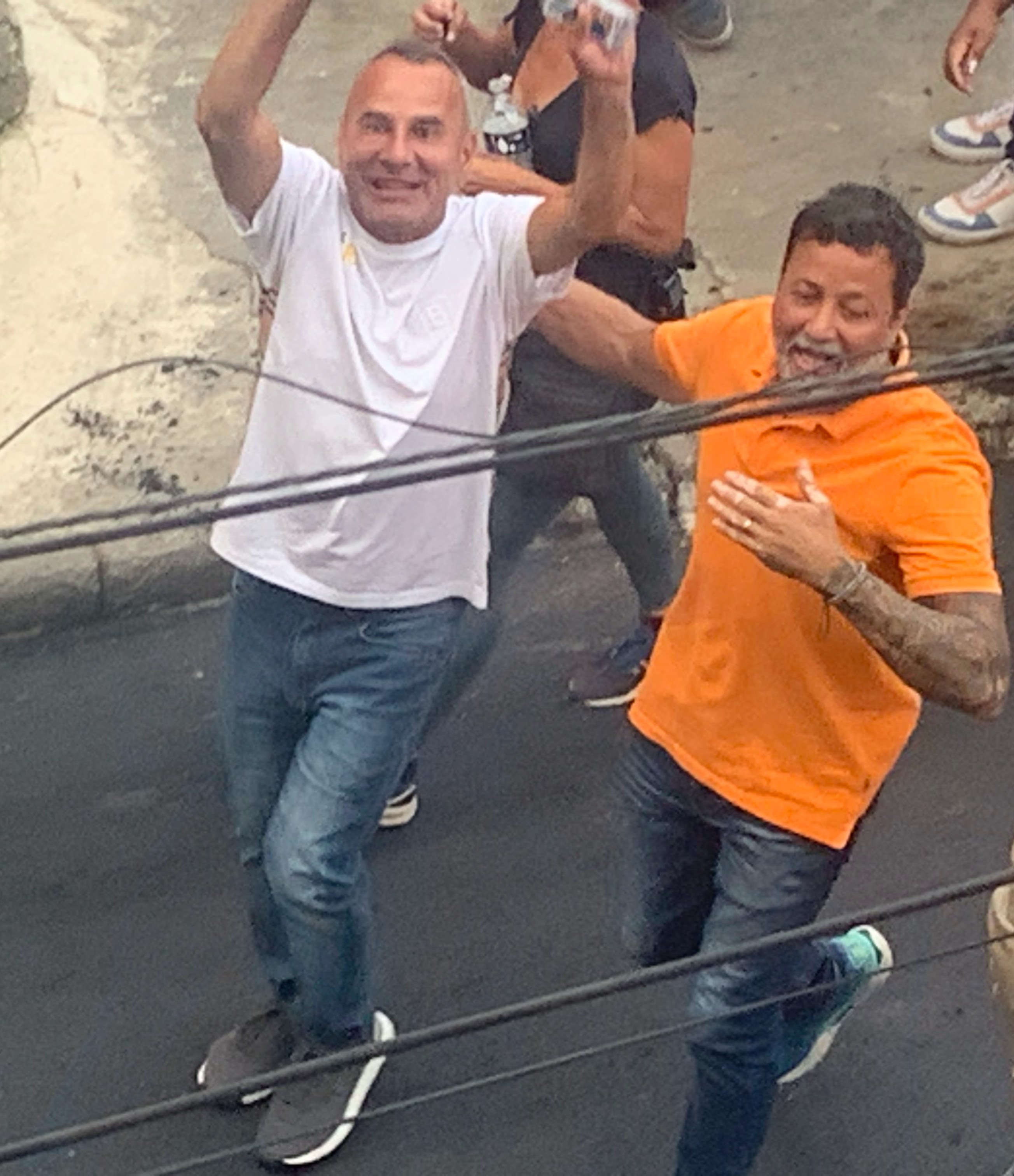
Waguinho (à esquerda) caminhando no Parque Colônial de Belford Roxo.

Por estar em seu segundo mandato consecutivo, Waguinho não pôde participar da eleição de 2024, mas apoiou seu sobrinho, Matheus Carneiro, como sucessor.
Em 23 de maio de 2024, o Ministério Público do Rio de Janeiro (MP-RJ) denunciou Waguinho e mais 5 pessoas por fraude em licitação para compra de itens de combate à dengue.
Em 9 de julho, Denis de Souza Macedo, secretário municipal de Educação de Belford Roxo, foi preso na Operação Fames, deflagrada pela Polícia Federal (PF) e pelo Ministério Público Federal (MPF), por supostos desvios do dinheiro da merenda do município, na Baixada Fluminense. A Polícia Federal apreendeu 2,6 milhões de reais nas casas dos alvos da operação. Horas antes de ser alvo da Polícia Federal, durante um evento político no bairro Xavantes, o prefeito Waguinho, do Republicanos, se referiu a Denis como o “melhor secretário de Educação de todos os tempos”. Em seguida, o secretário foi ovacionado pelos presentes.
Em 5 de novembro, a Câmara de Vereadores de Belford Roxo abriu um processo de impeachment contra o prefeito Waguinho.
Em 26 de novembro, a Câmara de Vereadores de Belford Roxo rejeitou as contas do prefeito Waguinho e o tornou inelegível por 8 anos. O MP, no dia 10 de dezembro, pediu também a inegibilidade por acusações de ter utilizado a máquina pública para favorecer a campanha de seu sobrinho, Matheus Carneiro, à prefeitura do município.
Em 31 de dezembro de 2024, com atraso no pagamento de salários, benefícios e do 13º salário de servidores das áreas da saúde e educação, o carro de Waguinho chegou a ser alvo de ovos arremessados. Os manifestantes também invadiram o prédio da Prefeitura de Belford Roxo.

### Pós-prefeitura (2025–)
No dia 2 de janeiro de 2025, Marcello Canella, recém-empossado prefeito de Belford Roxo, acusou o antecessor, Waguinho, de ter depenado a sede do Executivo. Canella baixou um decreto de calamidade financeira no município e determinou que a prefeitura fique fechada por 15 dias para remobiliá-la. Um inventário será feito a fim de registrar um boletim de ocorrência contra Waguinho. Canella afirmou que o ex-prefeito levou "até as torneiras do banheiro", chuveiros, pilhas do controle remoto do ar-condicionado, computadores e HDs. Além disso, a dívida nos cofres da cidade chegaria a R$ 1,5 bilhão. No mesmo dia, a segunda edição do RJTV da Globo mostrou imagens da destruição e sinais de abandono em diferentes prédios da Prefeitura de Belford Roxo.